# LaDell Andersen
LaDell Andersen (Malad City, 25 ottobre 1929 – St. George, 29 dicembre 2019) è stato un cestista, allenatore di pallacanestro e dirigente sportivo statunitense, professionista nella ABA.

## Statistiche

### Allenatore

#### ABA
| Stagione | Squadra      | Regular Season | Regular Season | Regular Season | Regular Season | Regular Season            | Post Season                                        |
| Stagione | Squadra      | V              | P              | % V            | G              | Posizione finale          | Post Season                                        |
| -------- | ------------ | -------------- | -------------- | -------------- | -------------- | ------------------------- | -------------------------------------------------- |
| 1971-72  | Utah Stars   | 60             | 24             | 71,4           | 84             | 1º nella Western Division | Sconfitto alle Finali di Division dai Pacers (3-4) |
| 1972-73  | Utah Stars   | 55             | 29             | 65,5           | 84             | 1º nella Western Division | Sconfitto alle Finali di Division dai Pacers (2-4) |
|          | Carriera ABA | 115            | 53             | 68,5           | 168            |                           |                                                    |

## Palmarès
- 2 volte allenatore all'ABA All-Star Game (1972, 1973)